# SAGA GIS

SAGA GIS mở một bản đồ địa hình

SAGA, viết tắt từ tiếng Anh - System for Automated Geoscientific Analyses (Hệ thống phân tích khoa học địa lý tự động) là phần mềm tự do hỗ trợ phân tích không gian trên các lớp bản đồ địa lý có dạng raster.

## Lịch sử
SAGA GIS bắt đầu được xây dựng năm 2000 do một nhóm nghiên cứu tại Khoa địa vật lý trường Đại học Göttingen. Đến năm 2007, khi dự án được chuyển sang Hamburg, một số thành viên trong nhóm nghiên cứu dưới sự hỗ trợ của Khoa địa vật lý trường Đại học Hamburg.

## Tính năng
SAGA GIS có nhiều tính năng phân tích trên dữ liệu dạng raster, và có một số tính năng chuyên dụng cho ngành địa lý thủy văn:
- Phân tích địa mạo
- Phân tích địa hình (chiếu sáng, che khuất)
- Các mặt cắt địa hình
- Thủy văn học
- Nhận biết các lòng dẫn tự nhiên từ bản đồ địa hình

Các tính năng này được thể hiện trong SAGA dưới dạng "mô-đun". Hiện nay SAGA GIS có khoảng 300 mô-đun như vậy. Hầu hết các mô-đun nhập dữ liệu từ người dùng qua các hộp thoại, nhưng cũng có những mô-đun tương tác trong đó người dùng trực tiếp click chuột trên màn hình bản đồ.

## Kĩ thuật phần mềm
SAGA GIS được lập trình bởi ngôn ngữ C++ trên bộ công cụ wxWidgets. Các phiên bản đầu chỉ chạy được trên Windows, sau đó kể từ phiên bản 2.0 trở đi đã có thể chạy trên Linux.
Phần mềm SAGA có dung lượng gọn, khoảng 10 MB và có thể được mở rộng tính năng bằng cách cho phép người dùng tự lập trình ra các mô-đun.